# Norbert Honsza
Norbert Honsza (ur. 23 czerwca 1933 w Wodzisławiu Śląskim, zm. 16 lipca 2020 we Wrocławiu) – germanista, kulturoznawca, niemcoznawca, emerytowany profesor zwyczajny Uniwersytetu Wrocławskiego, gdzie w latach 1970–2003 kierował Zakładem Współczesnej Literatury i  Kultury Niemieckiej w Instytucie Filologii Germańskiej; przez wiele lat profesor Uniwersytetu Opolskiego, Akademii im. Jana Długosza w Częstochowie oraz Uniwersytetu w Ostrawie. Specjalność: literatura i kultura niemiecka wszystkich epok ze szczególnym uwzględnieniem XX wieku, stosunki polsko-niemieckie, krytyka literacka.

## Kariera naukowa
Absolwent Liceum Ogólnokształcącego nr 1 w Wodzisławiu Śląskim. Studia germanistyczne ukończył w 1956 roku na Uniwersytecie Wrocławskim. Należał do komitetu redakcyjnego „Arbeiterstimme”. W 1963 r. uzyskał doktorat, a habilitował się w roku 1970. Wykładał gościnnie na uniwersytetach w Bochum, Siegen oraz Hamburgu. Występował z referatami na wielu kongresach i sympozjach naukowych w Europie, Azji i Ameryce Północnej. Jest członkiem kilku krajowych i zagranicznych towarzystw naukowych. W 2003 roku otrzymał Nagrodę Kulturalną Śląska Kraju Dolnej Saksonii.
W latach 1993–2003 był redaktorem naczelnym czasopisma „Germanica Wratislaviensia”; 1990–2006 współwydawca czasopisma Uniwersytetu Wrocławskiego „Zbliżenia Interkulturowe”; 2007–2013 współwydawca czasopisma Wyższej Szkoły Studiów Międzynarodowych w Łodzi „Zbliżenia Interkulturowe. Polska-Niemcy-Europa. Polityka. Kultura. Społeczeństwo”, 2012–2020 redaktor serii Europäische Studien zur Germanistik, Kulturwissenschaft und Linguistik.
W latach 1970–2003 kierownik Zakładu Współczesnej Literatury i Kultury Niemieckiej w Instytucie Filologii Germańskiej Uniwersytetu Wrocławskiego. W latach 2003–2013 kierownik Katedry Języka i Kultury Niemieckiej w Wyższej Szkole Studiów Międzynarodowych w Łodzi oraz profesor w PWSZ w Raciborzu. Od 2016 do 2020 profesor w Wyższej Szkole Filologicznej we Wrocławiu.

## Dorobek naukowy[4]
Autor posiada w swoim dorobku pozycje książkowe (monografie, podręczniki, redakcje) oraz wiele innych pozycji, w tym: rozprawy, artykuły, eseje, szkice, noty  oraz recenzje.

### Książki (wybór)
- Nad twórczością Tomasza Manna, Katowice: „Śląsk”, 1972. 235 s.
- Zur literarischen Situation nach 1945 in der BRD, in Österreich und in der Schweiz / Norbert Honsza. Wrocław: PWN, 1974. 239 s.
- Kształt i struktura: literatura NRF, Austrii i Szwajcarii po roku 1945: niemieckojęzyczna proza XX wieku, Katowice: „Śląsk”, 1975. 370 s.
- Literatur der Gegenwart: BRD – Österreich – Schweiz, Wyd. 2 zm. Wrocław: Wydawnictwo Uniwersytetu Wrocławskiego, 1976, 239 s.
- Moderne Unterhaltungsliteratur: Bestandsaufnahme, Thesen, Analysen, Wrocław: Wydawnictwo Uniwersytetu Wrocławskiego, 1978, 183 s.
- Profile współczesności: literatura NRD / Norbert Honsza, Zbigniew Światłowski, Bernard Wengerek. Katowice: “Śląsk”, 1979. 348 s.
- Oblicza kompromisu: literatura i kultura RFN lat siedemdziesiątych / Norbert Honsza, Bernard Wengerek. Katowice: “Śląsk”, 1981. 160 s.
- Kurt Tucholsky – szlachetny pacyfista / Norbert Honsza Wrocław: Wydawnictwo Uniwersytetu Wrocławskiego, 1984 108 s.
- Karol May – anatomia sukcesu: życie – twórczość – recepcja / Norbert Honsza, Wojciech Kunicki Katowice: „Śląsk”, 1986. 304 s.
- Grupy literackie w RFN i Austrii / Norbert Honsza, Edward Białek, Wrocław: Wydawnictwo Uniwersytetu Wrocławskiego, 1987. 133 s.
- Günter Grass: Werk und Wirkung. Wrocław: Wydawnictwo Uniwersytetu Wrocławskiego, 1987. – 145 s.
- Prowokacje literackie = Literatur als Provokation / Norbert Honsza. Wrocław: Wydawnictwo Uniwersytetu Wrocławskiego, 1994. 200 s.
- Heinrich Böll niepokorny humanista. Wrocław: Wydawnictwo Uniwersytetu Wrocławskiego, 1994. 171 s.
- Günter Grass: Skizze zum Porträt. Wrocław: Wydawnictwo Uniwersytetu Wrocławskiego, 1997. 167 s.
- Heinrich Böll: vzpurný humanista / Norbert Honsza; přel. [z pol.] Helena Stachová; [nĕm. citáty do čes. přel. Eva Pátková]. Ostrava: Filozofická Fak. Ostravské Univ.: Tilia, 1997. 175 s.
- Güntera Grassa portret własny / Norbert Honsza; przekł. Elżbieta Herden i Mieczysław  Motowilczuk; bibliografię recepcji Güntera Grassa w Polsce oprac. Piotr Litwiniuk. Wrocław: Wydawnictwo Uniwersytetu Wrocławskiego, 2000. 275 s.: il.
- Podróże literackie. Pomosty kulturowe. Niemcy–Austria–Szwajcaria, Wrocław: Oficyna Wydawnicza ATUT, 2004, 246 s.
- Günter Grass – szaman literatury niemieckiej. Biografia. Łódź: Wyższa Szkoła Studiów Międzynarodowych, 2008, 190 s.
- W blasku epok: literatura niemiecka od średniowiecza do współczesności / Norbert Honsza, Łódź: Wyższa Szkoła Studiów Międzynarodowych, 2010, 392 s.
- Zbuntowany geniusz: Heinrich Heine – biografia / Norbert Honsza, Wrocław: Oficyna Wydawnicza Atut – Wrocławskie Wydawnictwo Oświatowe, 2013, 307 s.
- Günter Grass: biografia / Norbert Honsza, Gdańsk: Wydawnictwo Oskar, 2014, 271 s.
- Kulturlandschaft Literatur / Norbert Honsza, Wrocław: Wydawnictwo Wyższej Szkoły Filologicznej we Wrocławiu, 2016, 299 s.

### Prace edytorskie i redakcyjne (wybór)
- Wybór nowel i esejów / Tomasz Mann; – Wrocław: Zakład Narodowy im. Ossolińskich, 1975, XCIII, 401 s. (Biblioteka Narodowa, Seria II; nr 182)
- Thomas-Mann-Heft, Wrocław: Wydawnictwo Uniwersytetu Wrocławskiego, 1977, 127 s. (Acta Universitatis Wratislaviensis; No 361, Germanica Wratislaviensia; [T.] 29)
- Acta Universitatis Wratislaviensis No 382, Germanica Wratislaviensia, Wrocław: Wydawnictwo Uniwersytetu Wrocławskiego, 1979, [T. 31], 150 s.
- 30 Jahre DDR-Literatur – Wrocław: Wydawnictwo Uniwersytetu Wrocławskiego, 1979, 164 s. (Acta Universitatis Wratislaviensis; No 498, Germanica Wratislaviensia; [T.] 41)
- Zu Peter Handke: Zwischen Experiment und Tradition / Hrsg. Norbert Honsza, Stuttgart: Klett Verlag, 1982, 102 s. – (Literaturwissenschaft-Gesellschaft, LGW-Interpretationen; 61)
- Untersuchungen zur populären Literatur im 20. Jahrhundert / red. Norbert Honsza, Wrocław: Wydawnictwo Uniwersytetu Wrocławskiego, 1987, 123 s. (Acta Universitatis Wratislaviensis; No 853, Germanica Wratislaviensia; [T.] 62)
- Daß eine Nation die andere verstehen möge: Festschrift für Marian Szyrocki zu seinem 60. Geburstag / hrsg. von Norbert Honsza und Hans-Gert Roloff, Amsterdam: Editions Rodopi B. V., 1988 [8], 913,[2] s., [3] k. tabl.: faks., portr., ryc. (Chloe: Beihefte zum Daphnis; Bd. 7)
- Günter Grass w krytyce polskiej / red. Norbert Honsza, Jerzy Łukosz, Wrocław: Wydawnictwo Uniwersytetu Wrocławskiego, 1988, 130 s. (Acta Universitatis Wratislaviensis; No 1015, Germanica Wratislaviensia; [T.] 74)
- Der Mensch wird an seiner Dummheit sterben: Günter-Grass-Konferenz, Karpacz 17–23 Mai 1987 / red. Norbert Honsza, Jerzy Łukosz, Marian Szyrocki, Wrocław: Wydawnictwo Uniwersytetu Wrocławskiego, 1990, 168 s. (Acta Universitatis  Wratislaviensis; No 1116, Germanica Wratislaviensia; [T.] 81)
- Studentenbeichten, Sonderbare Geschichten / Otto Julius Bierbaum; Berlin: Nicolaische Verlagsbuchhandlung Beuermann, 1990, 181 s. (Deutsche Bibliothek des Ostens bei Nicolai)
- Gerhart Hauptmann w krytyce polskiej 1945–1990 / red. Norbert Honsza, Krzysztof A. Kuczyński, Anna Stroka. – Wrocław: Wydawnictwo Uniwersytetu Wrocławskiego, 1992, 255 s. (Acta Universitatis Wratislaviensis; No 1328, Germanica Wratislaviensia; [T.] 94)
- Dokumentation zur Rezeption und Didaktik deutschsprachiger Literaturen in nichtdeutschsprachigen Ländern / hrsg. von Hans-Christoph Graf von Nayhauss in Verb. mit Norbert Honsza u.a. München, 1993, 214 s.
- Studien zur DDR-Literatur / red. Norbert Honsza, Sławomir Tryc. Wrocław: Wydawnictwo Uniwersytetu Wrocławskiego, 1994, 133 s. (Acta Universitatis Wratislaviensis; No 1561, Germanica Wratislaviensia; [T.] 104)
- Heinrich Böll – Dissident der Wohlstandsgesellschaft / hrsg. von Bernd Balzer  und Norbert Honsza, Wrocław: Wydawnictwo Uniwersytetu Wrocławskiego, 1995, 223 s. (Acta Universitatis Wratislaviensis; No 1758)
- Interkulturelle Perspektiven: Germanistische Beiträge, Wrocław: Wydawnictwo Uniwersytetu Wrocławskiego, 1997, 121 s. (Acta Universitatis Wratislaviensis; No 1887, Germanica Wratislaviensia; [T.] 119)
- Die Rezeption der deutschsprachigen Gegenwartsliteratur nach der Wende 1989 / Hrsg. von Norbert Honsza, Theo Mechtenberg, Wrocław: „FRI”, 1997, 321 s.
- Schöpferische Begegnungen, Wrocław: Wydawnictwo Uniwersytetu Wrocławskiego, 2000, 253 s. (Acta Universitatis Wratislaviensis; No 1868, Germanica Wratislaviensia; [T.] 118)
- Germanistik 2000: Wrocław – Breslau, Wrocław: Wydawnictwo Uniwersytetu Wrocławskiego, 2001, 186 s. (Acta Universitatis Wratislaviensis; No 2260, Germanica Wratislaviensia; [T.] 124)
- Kulturraum Schlesien: ein europäisches Phänomen: Interdisziplinäre Konferenz Wrocław/Breslau 18–20 Oktober 1999 / Hrsg. Walter Engel, Norbert Honsza im Auftr. Der Stiftung Gerhart-Hauptmann-Haus. Deutsch-osteuropäisches Forum, Düsseldorf in Verbindung mit dem Germanistischen Institut der Universität Wrocław/Breslau, Wrocław: Oficyna Wydawnicza ATUT – Wrocławskie Wydawnictwo Oświatowe, 2001, 312 s.
- Günter Grass. Bürger und Schriftsteller (Hrsg. Norbert Honsza, Irena Światłowska), Wrocław – Dresden, Neisse Verlag 2008, 517 s.

### Artykuły (wybór)
- Unbekannte Gerhart Hauptmann-Autographen / Norbert Honsza, Gerard Koziełek // Annali. Sezione Germanica. Instituto Orientale di Napoli, 1962, [t.] 5, s. 31–56.
- Polnische Persönlichkeiten bei Goethe / Norbert Honsza // Deutsch-Polnische Hefte, 1964, Nr. 2, s. 78–86.
- Recepcja twórczości Tomasza Manna w Polsce / Norbert Honsza // Przegląd Humanistyczny, 1965, nr 6, s. 123–127
- Günter Grass und kein Ende? / Norbert Honsza // Annali. Sezione Germanica. Instituto Orientale di Napoli, 1966, [t.] 9, p. 177–187.
- Deutsche Literatur in Polen: Aufnahme und Entwicklungszüge / Norbert Honsza // Weimarer Beiträge, 1970, H. 1, s. 221–224.
- Trivialliteratur: Sachbestand und Forschungsprobleme / Norbert Honsza // Acta Universitatis Wratislaviensis; No 323. Germanica Wratislaviensia, 1976, [T.] 27, s. 3–21.
- Auf der Suche nach neuer Ich-Erfassung: zur Kommunikativität und Applikation der Prosa von Max Frisch / Norbert Honsza // In: Frisch: Kritik – Thesen – Analysen / Hrsg. Manfred Jurgensen, Bern; München, 1977, s. 67–80.